# Université Matej-Bel
L'université Matej-Bel (UMB) - nom officiel en slovaque : Univerzita Mateja Bela v Banskej Bystrici - est un établissement public d'enseignement supérieur et de recherche situé à Banská Bystrica en Slovaquie, portant le nom du philosophe slovaque Matej Bel. Elle a été créée en 1992 par regroupement des facultés qui existaient alors à Banská Bystrica, capitale de la Slovaquie centrale : la faculté d'économie des services et du tourisme (rattachée jusque-là à l'École supérieure d'économie de Bratislava) et la faculté de pédagogie, à partir de laquelle sont également créées progressivement une faculté des sciences et une faculté des sciences humaines.
Avec environ 15 000 étudiants et 756 enseignants et chercheurs (en 2005) elle est la troisième université du pays.

## Histoire
Dès le XVIIe siècle, un collège jésuite et une école protestante (évangélique), qui utilise la langue slovaque, sont ouvertes à Banská Bystrica.
Matej Bel (1684-1749) (en français Matthias Bel), qui est recteur de cette école évangélique pendant plusieurs années, est l'auteur de nombreux ouvrages éducatifs, ethnographiques et philosophiques ainsi que d'œuvres théologiques et scientifiques. Il est précurseur de l'idée de l'égalité ethnique et la tolérance religieuse comme de l'importance de l'éducation et la culture dans le développement des nations.
Au milieu du XIXe siècle, Banská Bystrica était toujours un lieu important pour la formation des futures élites avec notamment une école de formation des maîtres (učiteľská preparandia), où sous l'impulsion de Mgr Štefan Moyses, l'enseignement était donné en latin, en allemand et en slovaque. La création d'une université, un temps envisagée, est abandonnée car non conforme à la politique hongroise au sein de l'Autriche-Hongrie de l'époque.
C'est en 1949-1950 qu'est créée une antenne de la faculté de pédagogie de Bratislava, érigée en école autonome en 1954 sous le nom d'École supérieure de pédagogie, puis faculté de pédagogie de Banská Bystrica à compter de 1964.
La faculté de commerce de l'École supérieure d'économie de Bratislava crée en 1973 une antenne, transformée en 1977 en faculté d'économie des services et du tourisme (Fakulta ekonomiky služieb a cestovného ruchu).
L'Académie des arts de Banská Bystrica est indépendante de l'université.
Depuis 2005, l’Université slovaque de la santé dispose également d'une antenne : la faculté de la santé de Banská Bystrica (Fakulta zdravotníctva), composée de 3 départements : physiothérapie, soins infirmiers, médecine d'urgence).

## Composition

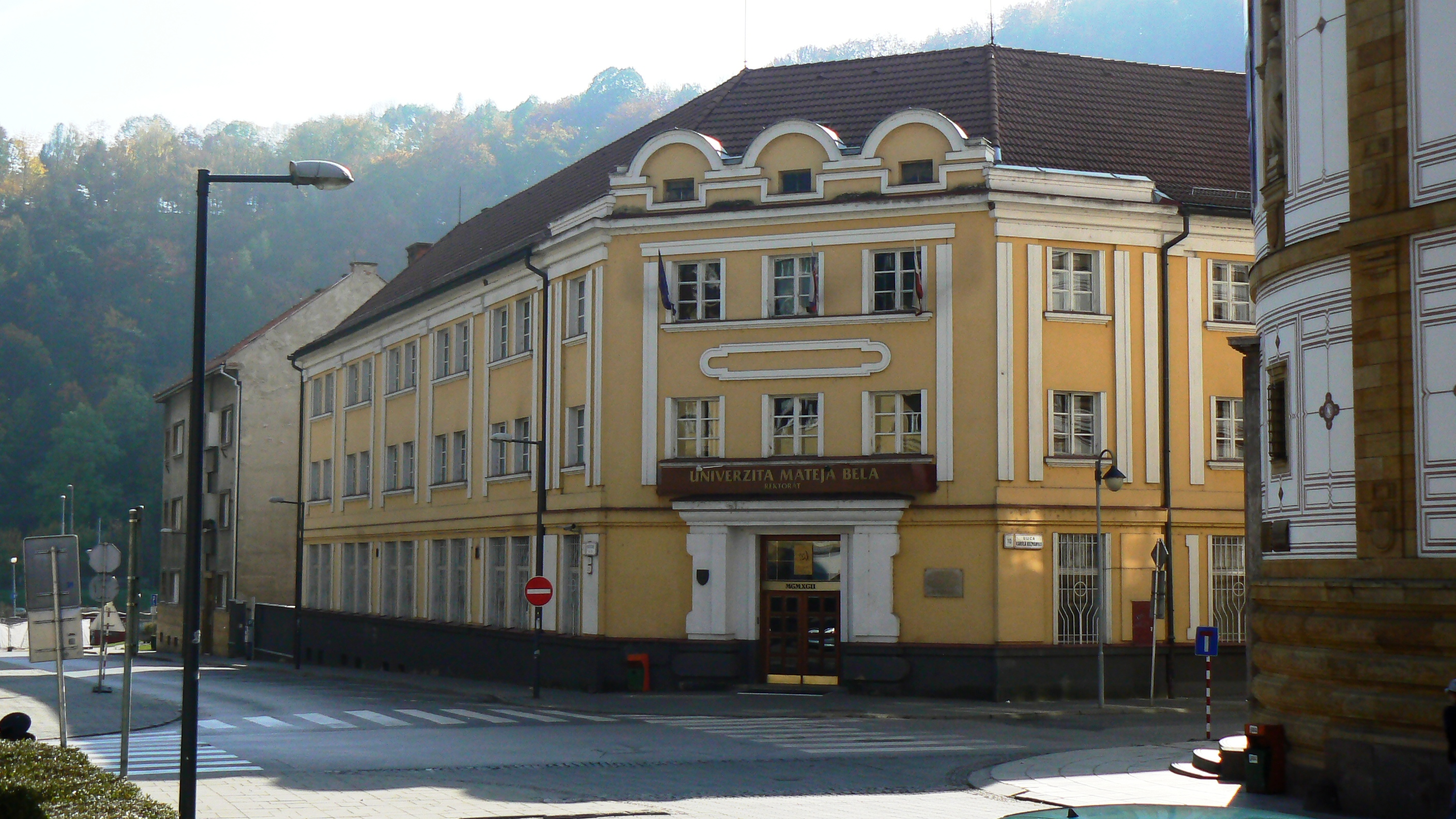
Façade du rectorat.

L'université Matej-Bel se compose actuellement de 6 facultés :
- Faculté de pédagogie (Pedagogická fakulta PeF)
- Faculté d'économie (Ekonomická fakulta EF) qui a réintégré la faculté de finances qui en était partiellement issue
- Faculté de sciences humaines (Fakulta humanitných vied FHV) qui a absorbé la faculté de philologie créée initialement en 1995 à l'initiative de Vladimír Mečiar - rebaptisée à compter du 1er janvier 2014 Filozofická fakulta FF (Faculté des lettres)
- Faculté des sciences (Fakulta prírodných vied FPV)
- Faculté de sciences politiques et de relations internationales (Fakulta politických vied a medzinárodných vzťahov) (sk) fondée en 1995
- Faculté de droit (Právnická fakulta PrF) (sk) fondée en 1995

## Les recteurs

Premier blason de l'université.

Son recteur élu en 2014 pour un mandat de 4 ans (et réélu en 2018 pour un second mandat) est Vladimír Hiadlovský (sk)  (né en 1978), jusque-là doyen de la faculté d'économie.
Ses prédécesseurs sont :
- 2006-2014 : Beata Kosová (sk) (née en 1957), spécialiste des sciences de l'éducation
- 2000-2006 : Milan Murgaš (né en 1951), économiste et homme politique
- 1993-2000 : Otto Tomeček (sk) (1934-2004)[3], chimiste
- 1992-1993 : Ján Findra (sk) (1934-2019), jusque là doyen de la faculté de pédagogie et linguiste spécialiste de la langue slovaque[4]

## Relations internationales

### Relations avec les pays francophones
L'université Matej-Bel est membre associé de l'Agence universitaire de la Francophonie depuis 2006.
L'Institut universitaire franco-slovaque, inauguré en septembre 2011, est implanté auprès de cette université, où fonctionnent un département d'études françaises (Faculté de sciences humaines) et plusieurs filières francophones (Faculté d'économie, Faculté de sciences politiques et de relations internationales).
Le département d'études romanes de la faculté des lettres publie la revue Studia Romanistica Beliana autour d'un cycle de colloques bisannuels.